# Dret a l'educació

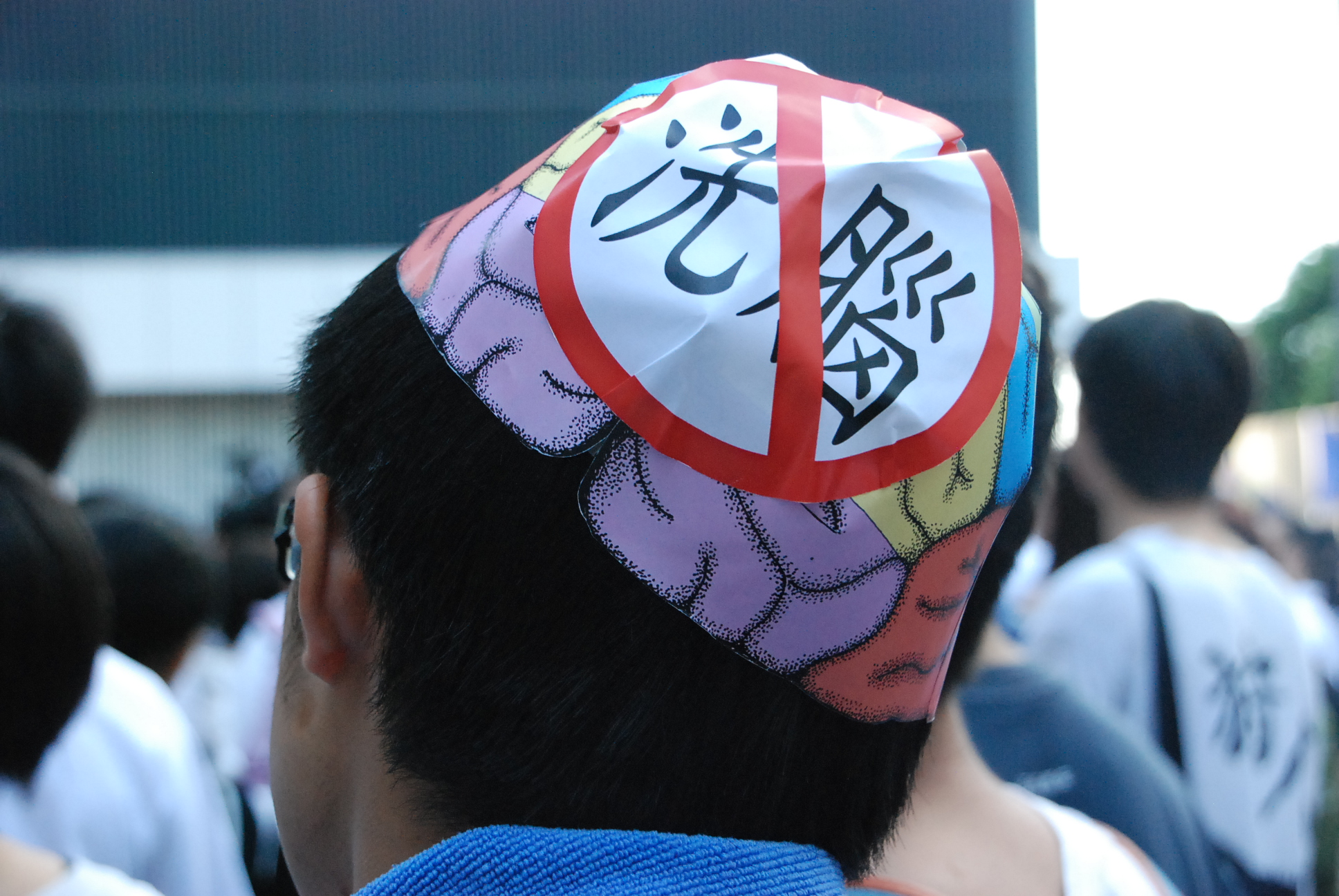
L’adoctrinament a l’aula, la incorporació de contingut polític al material d’estudi o els professors que abusen del seu paper per adoctrinar els estudiants van en contra dels objectius de l'educació que busca la llibertat de pensament i el pensament crític.

El dret a l'educació és un dels drets humans essencials, que en la societat contemporània es concreta amb una educació primària obligatòria i gratuïta i la possibilitat d'accedir a altres graus d'estudis sense cap discriminació, usualment dins un sistema d'educació formal que complementa l'ensenyament en valors i costums de cada família.
Katarina Tomasevski, de les Nacions Unides, resumeix el dret a l'educació en quatre principis, coneguts com les 4 A per les seves sigles en anglès: l'educació ha d'estar disponible (available), fet que vol dir que l'Estat assumeix el pagament dels professors i infraestructures per tal que tots els infants puguin accedir a una educació bàsica; accessible a tots els sectors, sense diferències de classe o gènere; acceptable o amb un contingut rellevant, no discriminatori, de qualitat i impartit per professionals preparats; i adaptable, perquè evolucioni segons les necessitats de la societat en cada moment.
El dret a l'educació és una de les conquestes de la Il·lustració i dels moviments d'alfabetització del segle xix, però malgrat el seu reconeixement als documents fundacionals de la majoria d'Estats i entitats internacionals, no està plenament assolit. Un dels Objectius de Desenvolupament del Mil·lenni és precisament aconseguir que tots els menors d'edat tinguin el nivell d'educació primària, per poder-se inserir sense problemes a la vida adulta.

## Dret a l'educació a Espanya
El dret a l'educació està recollit en la Constitució espanyola de 1978, en l'article 27. Diverses sentències del Tribunal Constitucional entenen que la implicació d'aquest dret significa que hi ha un dret a l'accés a les ajudes i beques en l'àmbit de l'educació.